# Matsudaira Kiyoyasu
Matsudaira Kiyoyasu est un nom japonais traditionnel ; le nom de famille (ou le nom d'école), Matsudaira, précède donc le prénom (ou le nom d'artiste).
Matsudaira Kiyoyasu (松平 清康, 28 septembre 1511-1536) est le 7e chef du clan Matsudaira au cours de la  période Sengoku (XVIe siècle) du Japon. Kiyoyasu est le grand-père du célèbre Tokugawa Ieyasu, unificateur du Japon. Kiyoyasu prend bientôt le contrôle de l'ensemble de la région nord de la province de Mikawa après que le clan Saigo a capitulé après quatre générations de conflit entre les deux clans. Le château d'Okazaki est construit à la gloire du pouvoir de Matsudaira. Cependant, une certaine rancœur se développe chez un obligé de Kiyoyasu du nom d'Abe Masatoyo.
Au cours de l'année 1535, ce vassal parvient à s'introduire dans les chambres secrètes de Kiyoyasu et le tue avec une lame forgée par Muramasa Sengo. Il s'agissait d'un o-katana très long, ayant une nagasa (longueur de lame) de 81,8 cm. Il entra dans le corps du seigneur à l'épaule droite et ne sortit qu'à la hanche gauche, ce qui témoigne plus de la létalité du Muramasa que de celle d'Abe Yashichi Masatoyo.
Après l'écrasement de la révolte à la bataille d'Idano et le retour de la paix chez les Matsudaira, Matsudaira Hirotada, père de Ieyasu, accède à la tête du clan Matsudaira.
Une autre version de la mort de Matsudaira Kiyoyasu est rapportée par l'écrivain Arthur Lindsay Sadler :
« Kiyoyasu, le fils de Nobutada, est un bon soldat et son amitié est sollicitée à la fois par Takeda Nobutora, père du grand Shingen, et aussi par Oda Nobukatsu Mitsu, oncle du plus célèbre Oda Nobunaga. Oda fait plus tard des ouvertures secrètes informant que si Kiyoyasu attaque sa province, il serait de son côté, son intention étant d'évincer son frère aîné Nobuhide, le chef du clan. Alors Kiyoyasu se lance contre cette province. Mais son oncle Nobusada, voyant une opportunité, fait dire à Nobuhide qu'il est sur le point de prendre le château d'Anjo, quartier général de Kiyoyasu, d'où celui-ci est parti. Quand Kiyoyasu entend parler de cela, il est naturellement très troublé à l'idée que sa base puisse être prise dans son dos et il l'est d'autant plus par une autre rumeur selon laquelle Abe Sadayoshi, son plus fidèle obligé, est de mèche avec son oncle. Abe Sadayoshi est très indigné quand il a entend cette calomnie et appelle son fils Yashichi, lui disant qu'il s'agit d'un faux dont une enquête impartiale démontrerait la vacuité. Cette enquête n'a cependant pas lieu et il est mis à mort sur des soupçons. Juste après cet épisode, le cheval de Sadayoshi commence à être agité et à ruer ce qui entraîne une certaine confusion. Kiyoyasu sort et donne des ordres pour attraper le cheval et l'attacher. Entendant le bruit, Yashichi conclu immédiatement que son père a été arrêté et qu'il est en danger et sans plus réfléchir se précipite sur l'impulsion du moment et abat Kiyoyasu. Il est lui-même tué sur le champ mais cela ne sauve pas Kiyoyasu qui n'a que vingt-cinq ans. Mais ce dernier a un héritier, son fils Hirotada alors âgé de dix ans. L'armée de Kiyoyasu doit se retirer immédiatement et il est tué. C'est Sadayoshi qui s'occupe alors de son fils car l'accusation de trahison semble avoir rapidement révélé qu'il s'agissait d'un faux et il lui est fait confiance comme auparavant. »
Il semble que Abe Yashichi Masatoyo ait été occis par l'un des samouraïs du nom de Uemura Ujiaki (植村氏明, 1520-1552). Avant cela, Masatoyo aurait eu le temps de frapper non pas une mais deux fois en direction de son seigneur, lui coupant un morceau d'oreille au passage. Kiyoyasu eut aussi le temps de lui répondre en hurlant : « Masatoyo ! Es-tu devenu complètement fou ! », mais l'autre, comme en transe, n'écouta pas.

## Source de la traduction
- (en) Cet article est partiellement ou en totalité issu de l’article de Wikipédia en anglais intitulé « Matsudaira Kiyoyasu » (voir la liste des auteurs).